# Brachylomia incerta
Brachylomia incerta là một loài bướm đêm trong họ Noctuidae.